# لنی لاکروا
لنی لاکروا (انگلیسی: Lenny Lacroix؛ زادهٔ ۶ فوریهٔ ۲۰۰۳) بازیکن فوتبال است.
وی همچنین در تیم‌های ملی فوتبال France national under-16 football team، زیر ۱۷ سال فرانسه، و زیر ۱۹ سال فرانسه بازی کرده‌است.